# Kazoku no kuni
Kazoku no kuni é um filme de drama japonês de 2012 dirigido e escrito por Yang Yong-hi. Foi selecionado como representante do Japão à edição do Oscar 2013, organizada pela Academia de Artes e Ciências Cinematográficas.

## Elenco
- Arata Iura - Yoon Seong-ho
- Sakura Ando - Rie
- Yang Ik-june - Yang
- Kotomi Kyôno - Suni
- Masane Tsukayama - pai de Seong-ho
- Miyazaki Yoshiko - mãe de Seong-ho
- Suwa Taro - Tejo
- Suzuki Shinsuke
- Tatsushi Ōmori - Hongi
- Jun Murakami - Juno
- Shogo - Chori
- Yamada Maho